# Бен Вітлі
Бен Вітлі (англ. Ben Wheatley; нар. 7 травня 1972, Біллерікай, Ессекс) — британський режисер та сценарист.

## Життєпис
Народився 7 травня 1972 року в селі Біллерікай, графство Ессекс. Навчався у школі Ховерсток в Лондоні, куди переїхала його родина. Там познайомився з майбутньою дружиною, за порадою якої вступив до художньої школи, де навчався на художника-декоратора (тому зазвичай сам створює розкадровку до власних фільмів). Працював маркетологом, пробував себе як автор відеоігор. За словами Вітлі, обрати професію режисера його надихнув перегляд фільмів «Той, хто біжить по лезу» (1982) Рідлі Скотта та «Бразилія» (1985) Террі Гілліама. Пізніше згадував, що його першим фільмом стала відзнята на камеру Video 8 любительська короткометражка «Речі в моєму домі», тому радить молодим режисерам вчитися знімати самим, бо «це є найкращою школою та допомагає віднайти власний стиль». Створював ролики, які викладав в Інтернеті. 2006 року почав працювати режисером телебачення. 2009 року прийшов у велике кіно. Першим справжнім успіхом став історичний трилер «Поле в Англії» (2013), удостоєний спеціального призу журі Міжнародного кінофестивалю у Карлових Варах. Наступного року виступив режисером двох епізодів серіалу «Доктор Хто». 2015 року відзняв трилер «Висотка» за однойменним романом Дж.Г. Балларда за участю Тома Гіддлстона, Сієни Міллер, Джеремі Айронса та Люка Еванса. 2016 року вийшла його кримінальна драма «Перестрілка».
2020 року виступив режисером фільму «Ребекка» виробництва Netflix, екранізації однойменного роману Дафни дю Мор'є, з Лілі Джеймс, Армі Гаммером та Крістін Скотт Томас у головних ролях.

## Особисте життя
Вітлі одружений зі сценаристкою Емі Джамп, з якою знайомий зі школи і з якою зазвичай співпрацює при написанні сценаріїв. У пари є син. Разом з родиною мешкає у Брайтоні.

## Фільмографія

### Фільми
- 2006 — Роб кохає Керрі (короткометражний) (англ. Rob Loves Kerry)
- 2009 — Вбивство — сімейна справа (англ. Down Terrace), також автор сценарію та виконавчій продюсер.
- 2011 — Список смертників (англ. Kill List), також автор сценарію.
- 2012 — Раз, два, три! Помри! (англ. Sightseers).
- 2012 — Абетка смерті (англ. The ABCs of Death), сегмент «Відкопаний» (англ. U Is for Unearthed).
- 2013 — Поле в Англії (англ. A Field en England).
- 2015 — Висотка (англ. High-Rise).
- 2016 — Перестрілка (англ. Frre Fire), також автор сценарію.
- 2018 — Щасливого Нового року, Коліне Бурштід (англ. Happy New Year, Colin Burstead), також автор сценарію.
- 2020 — Ребекка (англ. Rebecca).
- 2021 — В землі (англ. In the Earth), також автор сценарію та виконавчий продюсер.
- 2023 — Мег 2: Западина (англ. The Meg 2: The Trench).

### Телебачення
- 2008 — Не ті двері (англ. The Wrong Door), 6 епізодів, також автор сценарію.
- 2009—2010 — Ідеал (англ. Ideal), 14 епізодів.
- 2014 — Доктор Хто (англ. Doctor Who), 2 епізоди — «Глибокий вдих» (англ. Deep Breath) та «Всередину далека» (англ. Into the Dalek).
- 2018—2019 — Дивний янгол (англ. Strange Angel), 3 епізоди.
- 2024 — Покоління Z (мінісеріал) (англ. Generation Z), 6 епізодів, також автор сценарію.

### Виконавчий продюсер
- 2014 — Герцог Бургундський (англ. The Duke of Burgundy).
- 2014 — Абетка смерті 2 (англ. ABCs of Death 2).
- 2018 — Маленька червона сукня (англ. In Fabric).
- 2022 — Інформатор (англ. Klokkenluider)
- 2024 — Покоління Z (мінісеріал) (англ. Generation Z)

### Відеокліпи
- 2013 — «Firmaldehide», гурт Editors.
- 2020 — «Mork n Mindi», дует Sleaford Mods.

## Нагороди та номінації
Премія британського незалежного кіно
- 2011 — Номінація на найкращого режисера (Список смертників).
- 2011 — Номінація на найкращий сценарій (Список смертників).
- 2012 — Номінація на найкращого режисера (Раз, два, три! Помри!).
- 2016 — Номінація на найкращого режисера (Перестрілка).

South by Southwest
- 2011 — Номінація на приз глядацьких симпатій (Список смертників).

Кінофестиваль у Сіджасі
- 2012 — Номінація на найкращий фільм (Раз, два, три! Помри!).
- 2013 — Номінація на найкращий фільм (Поле в Англії).

Міжнародний кінофестиваль у Мар-дель-Плата
- 2012 — Номінація на найкращий фільм (Раз, два, три! Помри!).
- 2016 — Номінація на найкращий фільм (Перестрілка).

Міжнародний кінофестиваль у Локарно
- 2012 — Номінація на спеціальну премію Variety Piazza Grande (Раз, два, три! Помри!).

Міжнародний кінофестиваль у Чикаго
- 2012 — Номінація на премію Золотий Г'юго (Абетка смерті).

Міжнародний кінофестиваль у Карлових Варах
- 2013 — Спеціальний приз журі (Поле в Англії).
- 2013 — Номінація на премію Кришталевий глобус за найкращий фільм (Поле в Англії).

Міжнародний кінофестиваль у Торонто
- 2016 — Приз глядацьких симпатій (Перестрілка).

Міжнародний кінофестиваль у Сан-Себастьяні
- 2016 — Номінація на премію Золота мушля за найкращий фільм (Перестрілка).

Роттердамський міжнародний кінофестиваль
- 2016 — Номінація на премію Rotterdame MovieZone (Перестрілка).

BFI Лондонський кінофестиваль
- 2018 — Номінація на найкращий фільм (Щасливого нового року, Коліне Бурштід).

Золота малина
- 2023 — Номінація на найгіршого режисера (Мег 2: Западина).